# Андерсон, Осборн
Осборн «Тай» Андерсон (англ. Osborne "Ty" Anderson; 15 октября 1908, Фредрикстад — 31 января 1989, Линн) — американский хоккеист норвежского происхождения, защитник; серебряный призёр зимних Олимпийских игр 1932 года и чемпионата мира 1931 года.

## Биография

### Ранние годы
Уроженец Норвегии, в раннем возрасте с семьёй переехал в Суомпскотт (Массачусетс). Играл за команды школы по американскому футболу (на позиции квотербека), бейсболу (шорт-стоп) и хоккей с шайбой (защитник). Благодаря своим хоккейным навыкам получил приглашение в команду Восточной хоккейной лиги «Бостон Олимпикс».

### Игровая карьера
В составе сборной США Андерсон дебютировал на чемпионате мира 1931 года и завоевал серебряную медаль: его сборная выиграла все матчи, уступив только Канаде со счётом 2:0. Через год сборная США выступила на Олимпийских играх в Лейк-Плэсиде, где Андерсон снова завоевал серебряную медаль (золотые медали снова завоевала сборная Канады) и стал снова вице-чемпионом мира (хоккейный олимпийский турнир служил также и чемпионатом мира). После Олимпиады Андерсон выступал за клуб «Атлантик-Сити Си Галлз» в Хоккейной лиге трёх штатов, преобразованной в сезоне 1933/1934 в Восточную любительскую хоккейную лигу и затем ставшей малой лигой НХЛ. Андерсон выступал в течение 15 лет в этой лиге и приобрёл репутацию «хоккейного джентльмена» — за всю карьеру он зарабатывал в среднем не более 11 штрафных минут за сезон. 9 марта 1941 года за особые заслуги перед лигой он был награждён золотыми наручными часами: часы вручили на церемонии, организованной клубом «Нью-Йорк Роверс».

### После карьеры игрока
После завершения карьеры Андерсон переехал в Суомпскотт, где с 1948 по 1972 годы работал тренером школьной хоккейной команды и выиграл с ней три чемпионата Северной лиги побережья (1958, 1959, 1963). Летом он увлекался гольфом. Скончался 31 января 1989 года в медицинском центре в Линне от рака поджелудочной железы.

## Статистика выступлений
| 1931/32     | Сборная США            | Международные матчи | Нет данных | Нет данных | Нет данных | Нет данных | Нет данных | Нет данных | Нет данных | Нет данных | Нет данных | Нет данных | Нет данных |
| 1932        | Сборная США            | Зимние ОИ           | 6          | 1          | 0          | 1          | 5          |            |            |            |            |            |            |
| 1932/33     | Атлантик-Сити Си Галлз | Лига трёх штатов    | 15         | 2          | 5          | 7          | 6          |            |            |            |            |            |            |
| 1933/34     | Атлантик-Сити Си Галлз | ВХЛ                 | 16         | 3          | 6          | 9          | 2          |            |            |            |            |            |            |
| 1934/35     | Атлантик-Сити Си Галлз | ВХЛ                 | 21         | 2          | 0          | 2          | 4          |            |            |            |            |            |            |
| 1935/36     | Атлантик-Сити Си Галлз | ВХЛ                 | 39         | 6          | 3          | 9          | 10         |            |            |            |            |            |            |
| 1936/37     | Атлантик-Сити Си Галлз | ВХЛ                 | Нет данных | Нет данных | Нет данных | Нет данных | Нет данных | Нет данных | Нет данных | Нет данных | Нет данных | Нет данных | Нет данных |
| 1937/38     | Атлантик-Сити Си Галлз | ВХЛ                 | 57         | 5          | 7          | 12         | 26         |            |            |            |            |            |            |
| 1938/39     | Атлантик-Сити Си Галлз | ВХЛ                 | 53         | 6          | 15         | 21         | 2          |            |            |            |            |            |            |
| 1940/41     | Бостон Олимпикс        | ВХЛ                 | Нет данных | Нет данных | Нет данных | Нет данных | Нет данных | Нет данных | Нет данных | Нет данных | Нет данных | Нет данных | Нет данных |
| 1941/42     | Бостон Олимпикс        | ВХЛ                 | 58         | 12         | 13         | 25         | 27         |            |            |            |            |            |            |
| 1942/43     | Бостон Олимпикс        | ВХЛ                 | 38         | 7          | 19         | 26         | 36         |            |            |            |            |            |            |
| 1943/44     | Бостон Олимпикс        | ВХЛ                 | Нет данных | Нет данных | Нет данных | Нет данных | Нет данных | Нет данных | Нет данных | Нет данных | Нет данных | Нет данных | Нет данных |
| 1944/45     | Бостон Олимпикс        | ВХЛ                 | Нет данных | Нет данных | Нет данных | Нет данных | Нет данных | Нет данных | Нет данных | Нет данных | Нет данных | Нет данных | Нет данных |
| 1945/46     | Бостон Олимпикс        | ВХЛ                 | 41         | 1          | 11         | 12         | 6          |            |            |            |            |            |            |
| 1946/47     | Бостон Олимпикс        | ВХЛ                 | 37         | 0          | 1          | 1          | 4          |            |            |            |            |            |            |
| Итого в ВХЛ | Итого в ВХЛ            | Итого в ВХЛ         | 360        | 42         | 75         | 117        | 117        |            |            |            |            |            |            |